# 24270 Дугскіннер
24270 Дугскіннер  (24270 Dougskinner) — астероїд головного поясу, відкритий 8 грудня 1999 року.
Тіссеранів параметр щодо Юпітера — 3,317.